# Slitta

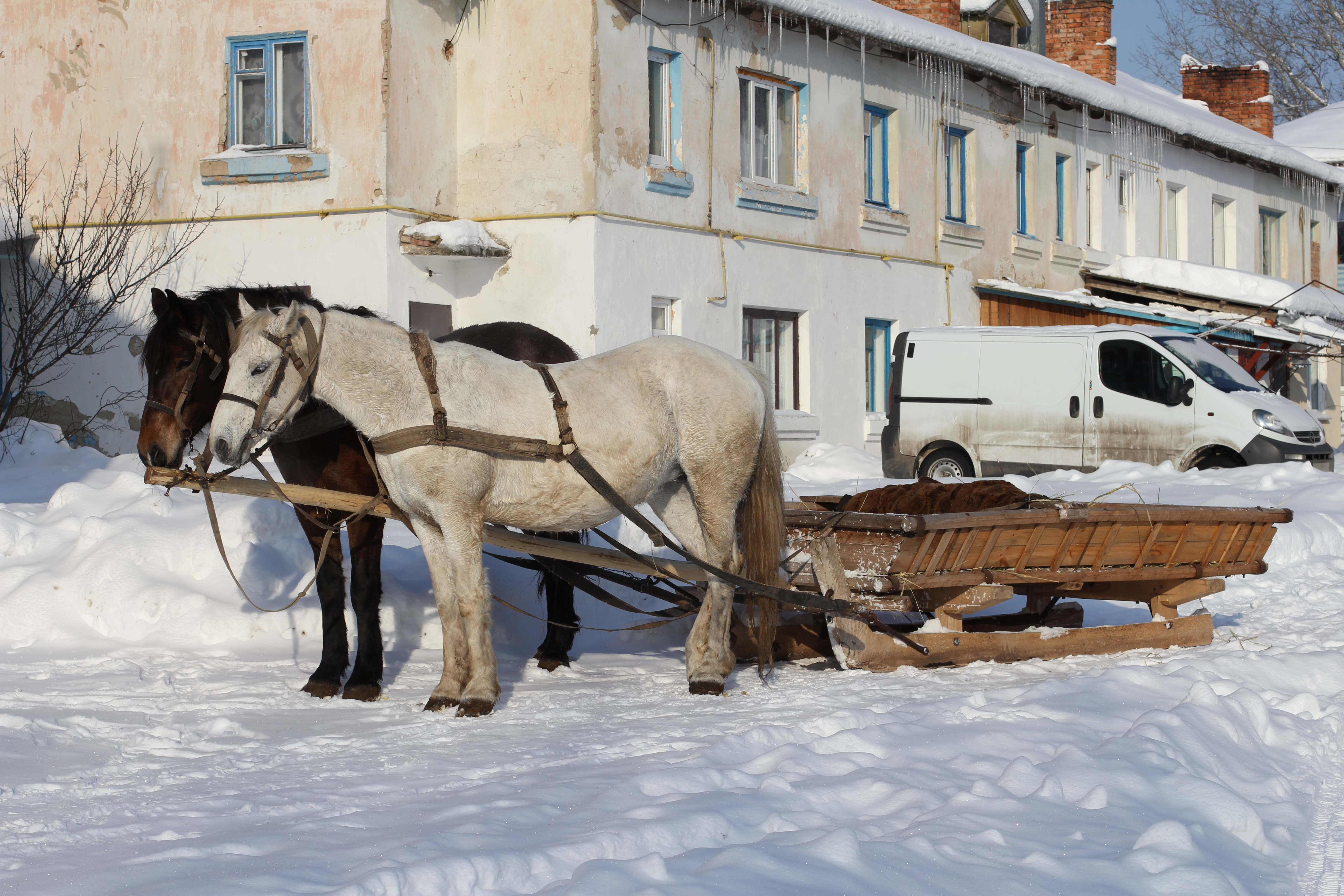
Una slitta trainata da due cavalli

La slitta è un veicolo con dei pattini che scivolano al posto di ruote che girano. Viene utilizzata per il trasporto su superfici a bassa frizione, solitamente neve o ghiaccio ma ogni superficie ingrassata è utilizzabile purché non sia troppo secca. In alcuni casi sassi di fiume possono essere utilizzati per andare in slitta.
Le slitte sono particolarmente utili in inverno ma possono anche essere trainate su campi bagnati, strade fangose e persino terreni duri se si ungono le lame con olio o in alternativa bagnandole con acqua.
Vari tipi di slitte sono trainate da animali come renne, cavalli, muli, buoi o cani.

## Storia

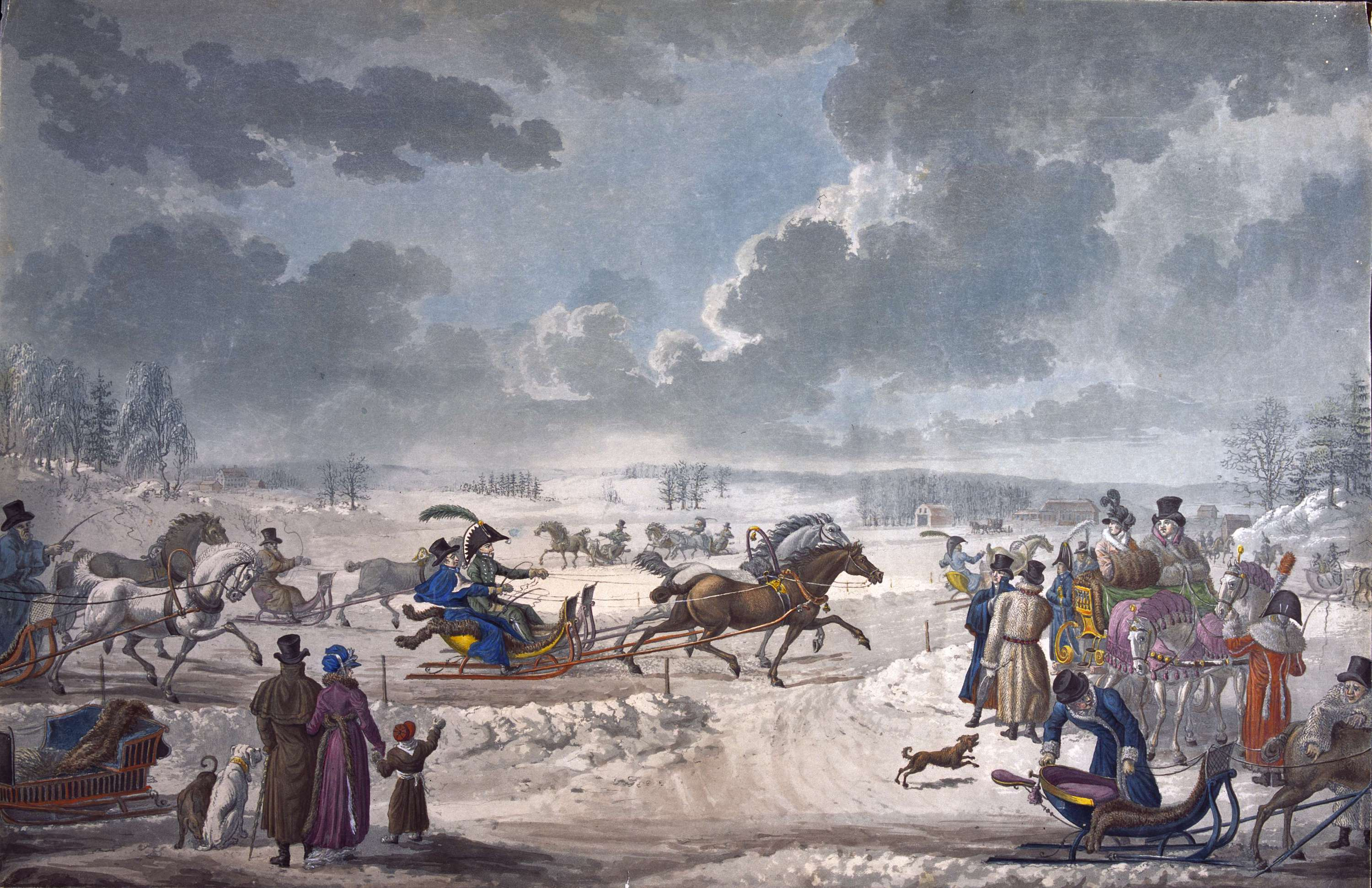
Slitte come normale forma di trasporto invernale vicino a Stoccolma, circa 1800.

Si pensa che gli abitanti dell'antico Egitto utilizzassero ampiamente le slitte nella costruzione delle loro opere pubbliche, in particolare per il trasporto di pesanti obelischi sulla sabbia.
Slitte sono state trovate nello scavo della nave "vichinga" di Oseberg. La slitta era molto apprezzata perché, a differenza dei veicoli a ruote, era esente da pedaggio.
Fino alla fine del XIX secolo, una slitta invernale chiusa, o vozok, forniva un mezzo di trasporto ad alta velocità attraverso le pianure innevate della Russia europea e della Siberia. Era un mezzo di trasporto preferito dai reali, dai vescovi e dai boiardi della Moscovia. Diversi vozok reali di importanza storica sono stati conservati nell'armeria del Cremlino.
Le slitte trainate da uomini erano il mezzo di trasporto tradizionale nelle spedizioni esplorative britanniche nelle regioni artiche e antartiche nel XIX e all'inizio del XX secolo, sostenute ad esempio dal capitano Robert Falcon Scott. Le slitte trainate da cani furono usate dalla maggior parte degli altri, come Roald Amundsen.
Oggi alcune persone usano gli aquiloni per trainare le slitte da esplorazione.

## Tipologie
| Tipo | Immagine |
| --- | --- |
| La parola "slitta a motore" (motor sled) è il termine colloquiale per una motoslitta. | Un tour in motoslitta al Parco Nazionale di Yellowstone.                                                               |
| Il qamutiik Inuit è particolarmente adatto ai viaggi sul ghiaccio marino. | Kulusuk, Groenlandia. Il vecchio e il nuovo: kayak su una slitta trainata da cani.                                     |
| Il pulk (o ahkio) è una slitta tradizionale della regione della Lapponia, utilizzata per spedizioni, soccorso alpino e unità militari nella stagione fredda per trasportare attrezzature, rifornimenti e passeggeri. | Un'area per slittini per bambini nella città svedese di Visby.                                                         |
| Slittino di salvataggio (Rescue toboggan), sviluppato a partire dal pulk. | Uno sciatore di fondo in Finlandia che tira uno slittino di salvataggio con un bagaglio all'aperto.                    |
| Barca di pietra (stone-boat), veicolo agricolo utilizzato per spostare oggetti pesanti come pietre o balle di fieno; può essere trainato da un trattore. | Stone-boat che trasporta legna da ardere, 1921.                                                                        |
| Toboggan, una slitta allungata senza pattini, solitamente in legno o plastica, ma a volte in lamiera. | Illustrazione di un toboggan, 1881.                                                                                    |
| Flexible Flyer, una slitta in legno orientabile con sottili pattini in metallo. | Una slitta Flexible Flyer, del 1936, all'interno della collezione permanente del Children's Museum di Indianapolis.    |
| Kicksled o Spark, una slitta a propulsione umana. | Corridore su Kickspark.                                                                                                |
| Slitta o tubo gonfiabile, una membrana di plastica riempita d'aria per realizzare una slitta molto leggera, come una camera d'aria. | Slitta gonfiabile trainata dietro una moto d'acqua sul fiume Mississippi.                                              |
| Slitta da backcountry, orientabile e fatta di plastica. | Due sciatori con zaini che tirano le slitte su una strada.                                                             |
| Airboard, un bodyboard da neve, cioè una slitta gonfiabile monoposto. | Airboard |
| Bob, un veicolo aerodinamico con carrozzeria composita su corridori leggeri. | Un bob della Germania dell'Est nel 1951, pista di Oberhof.                                                             |
| Slittino e skeleton, piccole slitte monoposto o biposto con pattini. | Un giovane slittino sulla rampa di partenza della Pista dello Utah Olympic Park.                                       |
| Un cutter è una slitta aperta, leggera, trainata da cavalli che di solito può contenere non più di due persone. È stato sviluppato negli Stati Uniti intorno al 1800. Gli stili storici erano spesso piuttosto decorativi. Intorno al 1920, iniziarono le corse dei cutter nell'ovest americano delle Montagne Rocciose, dapprima utilizzando un semplice carro fatto in casa con gli sci, successivamente sostituito da un carro con ruote di bicicletta che veniva anche trainato sulla neve. | Slitta cutter, illustrazione, 1880.                                                                                    |
| Troika, un tradizionale veicolo russo trainato da tre cavalli, solitamente una slitta, ma può anche essere una carrozza su ruote. | Viaggiatore in una Kibitka di Aleksander Orlowski, una litografia del 1819.                                            |
| Slitta da carico, utilizzata per trasportare piccoli, medi e grossi carichi in campo lavorativo. | Un'enorme slitta da carico manovrata da un carrello elevatore 10K-AT "All Terrain" alla stazione McMurdo in Antartide. |
| Slitta per bambini, costruita per ospitare uno o più bambini fino ad una certa età e peso. | Slitta per bambini (XIX secolo), castello di Radomysl.                                                                 |